# Фенілетиламін
Фенілетиламін (2-фенілетиламін, фенетиламін, β-фенілетиламін, 1-аміно-2-феніл-етан)  — хімічна сполука, що є початковою для деяких природних нейромедіаторів, а її похідні є галюциногенами та стимуляторами. 
Масляниста рідина, погано розчиняється у воді (4,2 мл в 100 мл води) та добре  — в органічних розчинниках (діетиловий ефір, етанол та інші) 